# Ablaña
Ablaña es una población situada en la parroquia de Loredo, en el concejo de Mieres, en el Principado de Asturias. Se compone de dos barrios: Ablaña de Arriba, con 102 habitantes y Ablaña de Abajo, con 110 habitantes (INE, 2013). Fue una población muy vinculada a la minería de carbón y nudo de ferrocarriles, conservando aún hoy parte de su patrimonio industrial. 

## Localización
Se sitúa a orillas del río Caudal, a unos 3 km de la capital del concejo, Mieres del Camino.
Es atravesado por la carretera MI-1, varias vías ferroviarias y está a la altura de la desembocadura del arroyo de Nicolasa, que separa las dos partes de la localidad.

## Economía
Ablaña, cuyo topónimo puede proceder el término en asturiano para referirse a las avellana (ablanes), debió su crecimiento a la minería del carbón, los ferrocarriles y la cercanía de la antigua Fábrica de Mieres. Uno de sus pozos, el Nicolasa, fue escenario de la mayor tragedia de la minería asturiana, con 14 mineros fallecidos en agosto de 1995. El esplendor de la actividad industrial hizo que Ablaña contase con cine, comercios, biblioteca, etc. 
La población actual es muy inferior a la de hace años, siendo el envejecimiento demográfico su característica más notable.
La festividad principal está dedicada a San José, patrón de la localidad, aunque a partir de la construcción de la iglesia de Ablaña de Arriba en 1955, también se dedica el culto a Santa Bárbara. 

## Patrimonio

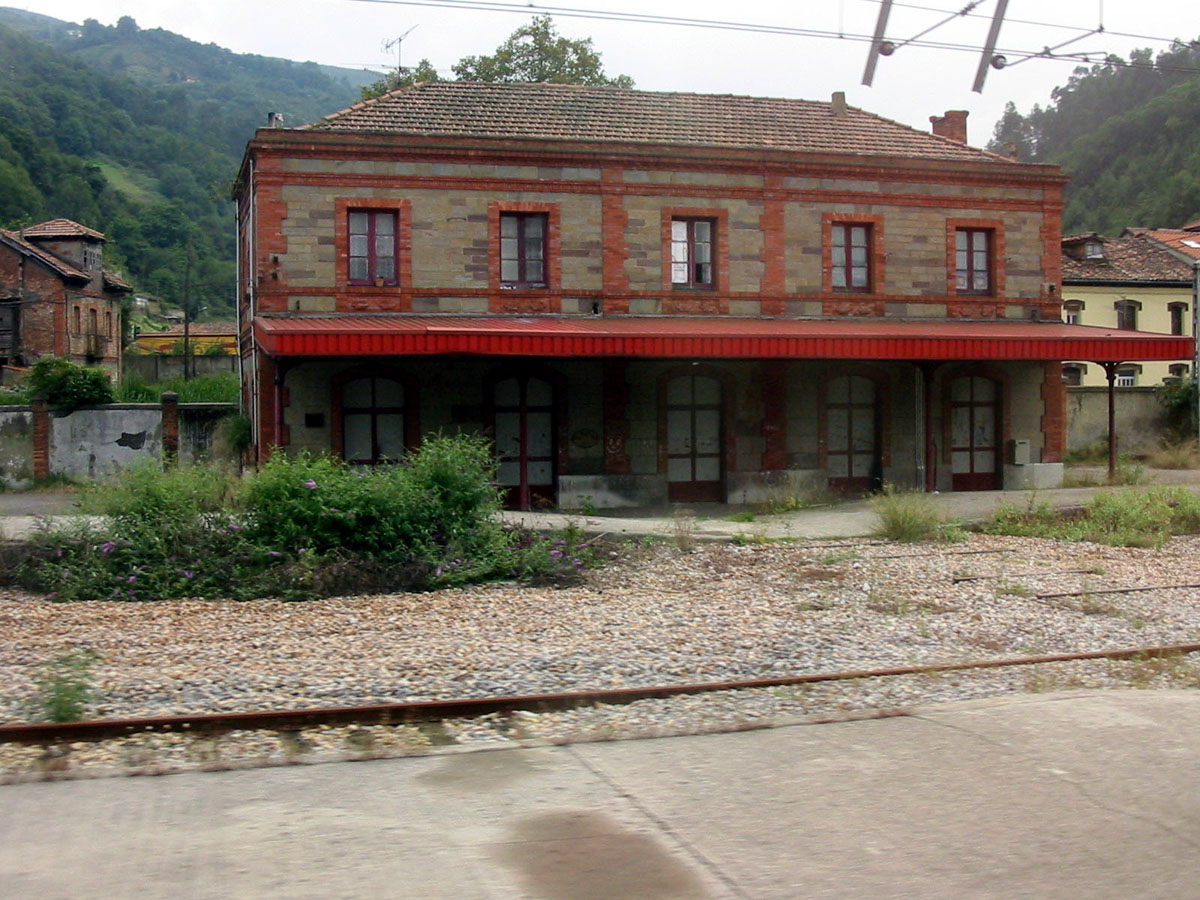
Antigua estación del Norte

El patrimonio industrial de la zona tiene sus exponentes en dos de las antiguas estaciones de Ablaña, una de vía de ancho ibérico, situada en la línea León-Gijón y otra de vía métrica en la línea Trubia-Collanzo. Ambas líneas continúan en servicio. Cerca de la población se encuentra el Pozo Llamas, estando su castillete  incluido en el Inventario del Patrimonio Cultural de Asturias, y el Pozo Nicolasa o San Nicolás, cuya explotación comenzó en 1860. En Ablaña también se encuentra la Casa de Los Quirós, del siglo XVII.